# David Henry Wilson
David Henry Wilson (* 26. Februar 1937 in London) ist ein britischer Kinder- und Jugendbuchautor.

## Leben
Nach einem Studium am Dulwich und Pembroke College in Cambridge arbeitete er als Lehrer in Frankreich, Ghana und Deutschland. An der Universität Konstanz war er ab 1967 akademischer Oberrat und gründete dort 1970 ein Studententheater. Außerdem lehrte er an der University of Bristol.
David Henry Wilson ist verheiratet und hat drei erwachsene Kinder. Er lebt in Taunton, Somerset. Seine Theaterstücke wurden in England, Amerika, Deutschland und Skandinavien aufgeführt.

## Werke
Jeremy James ist der Held von Kinderbüchern, die Wilson ab 1977 schrieb. Die Bücher haben die Titel:
- Jeremy James oder Elefanten sitzen nicht auf Autos (Elephants don't sit on Cars)
- 1979: Jeremy James oder wenn Schweine Flügel hätten (Getting Rich with Jeremy James)
- 1980: Jeremy James im Sand am Strand und anderswo (Beside the Sea with Jeremy James)
- Jeremy James oder die Rennmaus ist weg
- 1985: Ashmadi (The Coachman Rat). Ins Deutsche übersetzt durch Annemarie Böll. (Neuausgabe 1996)
- Jeremy James oder Kann ein Goldfisch Geige spielen?
- 1993: Jeremy James oder Wie wird man eigentlich König? (Please Keep Off the Dinosaur)
- 1996: Jeremy James oder Mit Karacho um die Kurve (Do Gerbils Go to Heaven?)
- 2001: Jeremy James oder Das beste Dingsbums aller Zeiten (Never Steal Wheels from a Dog)

Im britischen Original erschienen die Bücher bei Chatto and Windus Ltd. London, später bei Pan Macmillan Children’s Books London. Die deutsche Erstauflage erschien beim Friedrich Oetinger Verlag in Hamburg. Die Illustrationen und der Einband sind von Peter Schössow, in späteren Bänden von Eva Czerwenka.